# 京都府道615号弓ノ木岩滝線
京都府道615号弓ノ木岩滝線（きょうとふどう615ごう ゆみのきいわたきせん）は、京都府与謝郡与謝野町を通る一般府道である。

## 概要
与謝郡与謝野町字弓木から与謝郡与謝野町字岩滝に至る。
与謝郡与謝野町岩滝地区の弓木と岩滝市街地を連絡する路線である。いわゆる平成の大合併以前も与謝郡岩滝町で完結していた。沿道の丘陵には戦国時代に一色氏の居城であった弓木城跡があり、一帯は城址公園として整備されている。

### 路線データ
- 起点：与謝郡与謝野町字弓木（石田交差点、京都府道・兵庫県道2号宮津養父線交点）
- 終点：与謝郡与謝野町字岩滝（与謝野町役場交差点、国道178号交点、京都府道651号大宮岩滝線終点）
- 総延長：1.4473 km[注釈 1][2]

## 路線状況
終点は与謝郡与謝野町字岩滝に所在する与謝野町役場交差点であるが、途中からの重複区間は京都府道651号大宮岩滝線として管理されており、ゼンリンの地図を基にするGoogle マップも651の表記となっているため、存在が顕在化していない。

### 重複区間
- 京都府道651号大宮岩滝線（与謝郡与謝野町字弓木 - 与謝郡与謝野町字岩滝・与謝野町役場交差点（終点））

## 地理
野田川左岸を走行する路線として、与謝郡与謝野町野田川地域から下って来た京都府道・兵庫県道2号宮津養父線から引き継ぐかたちで与謝郡与謝野町岩滝地区南部の字弓木から北東に向かい、野田川河口に程近い与謝郡与謝野町字岩滝で国道178号とを連絡する。

### 通過する自治体
- 京都府
  - 与謝郡与謝野町

### 交差する道路
| 交差する道路                                                  | 交差する場所 | 交差する場所              |
| ------------------------------------------------------------- | ------------ | ------------------------- |
| 京都府道・兵庫県道2号宮津養父線                               | 字弓木       | 石田交差点 / 起点         |
| 京都府道651号大宮岩滝線 重複区間起点                          | 字弓木       |                           |
| 国道178号 国道482号 重複 京都府道651号大宮岩滝線 重複区間終点 | 字岩滝       | 与謝野町役場交差点 / 終点 |

### 沿線
官公庁・公共施設
- 与謝野町立図書館
- 与謝野町役場

金融機関・郵便局
- 京都北都信用金庫岩滝中央支店
- 京都銀行岩滝支店

企業
- 岩滝自動車教習所
- 丹後織物工業組合岩滝加工場

史跡
- 弓木城跡

神社・仏閣
- 玉田寺
- 水無月神社
- 西光寺